# Ustyna Kowtoniuk
Ustyna Kowtoniuk, ukr. Устина Ковтонюк (ur. 1895, zm. ok. 1980) – ukraińska rolniczka zaangażowana w pomoc Polakom podczas rzezi wołyńskiej.
Małżeństwo Ustyny oraz Sawy Kowtoniuków prowadziło gospodarstwo rolne w zachodniej części wsi Kisielin na Wołyniu. Mieli dwójkę dzieci: Wołodymyra i Olhę.
11 lipca 1943 roku oddziały OUN-UPA zamordowały w kościele w Kisielinie ok. 90 Polaków uczestniczących w niedzielnej mszy, a w okolicznym lesie pojawili się uzbrojeni ludzie, co oznaczało, że wszystkim mieszkającym w okolicy Polakom grozi śmierć z rąk członków OUN-UPA. Kowtoniukowie zdecydowali się ukryć w swoim gospodarstwie rodziny: Sławińskich, Romanowskich, Maciaszków oraz Okólskich. Żywili ich także na swój koszt. 15 lipca Kowtoniukowie ocenili, że ryzyko natknięcia się na członków OUN-UPA zmalało, ponieważ ci byli zajęci atakami w innych miejscowościach. Sawa poprowadził wtedy część Polaków do majątku Lipińskiego w Zaturcach. Jako że był on zajęty przez Niemców, uznano, że Polacy mają tam większe szanse na przeżycie. Jedną z osób, która w ten sposób doczekała końca wojny, była Stanisława Sławińska. Inni Polacy przebywali u Kowtoniuków do 8 sierpnia 1943 roku. Romanie Jurkowskiej Sawa pomógł odkopać ciało jej ojca z prowizorycznego grobu i przenieść je na cmentarz.
Jako że za pomoc udzieloną Polakom groziła śmierć, Sawa zgłosił się dobrowolnie na wyjazd na roboty do Niemiec. Po zakończeniu II wojny światowej przez pewien czas mieszkał w Polsce. Ostatecznie wrócił do Kisielina, gdzie pracował jako listonosz. Zmarł około 1970 roku. W 1975 roku do Kisielina przyjechali ocaleni Sławińscy, którzy spotkali się z Ustyną.
W 2023 roku za swoją postawę podczas uroczystości w Belwederze w Warszawie małżeństwo Kowtoniuków zostało pośmiertnie wyróżnione Medalami Virtus et Fraternitas.